# Solido (modélisme)
Solido est une marque française de jouets puis de modèles réduits, notamment connue pour ses véhicules miniatures, créée en 1932 par Ferdinand de Vazeilles. 
Après plusieurs changements de propriétaires, la marque est détenue par le groupe allemand Simba Dickie, qui en confie la gestion à une entreprise française, Mini Express.

## Histoire

### Les débuts

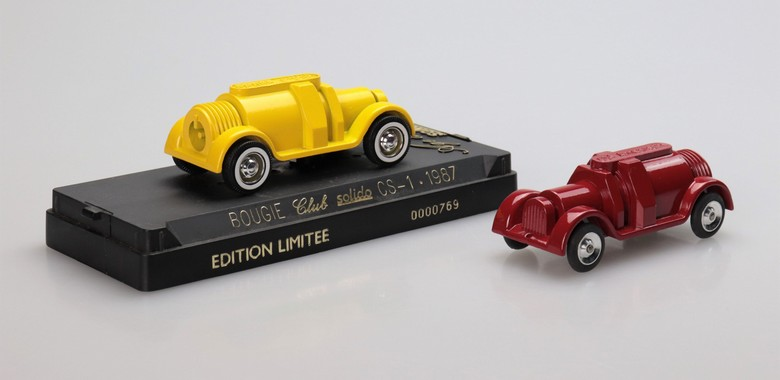
Bougie Gergovia.
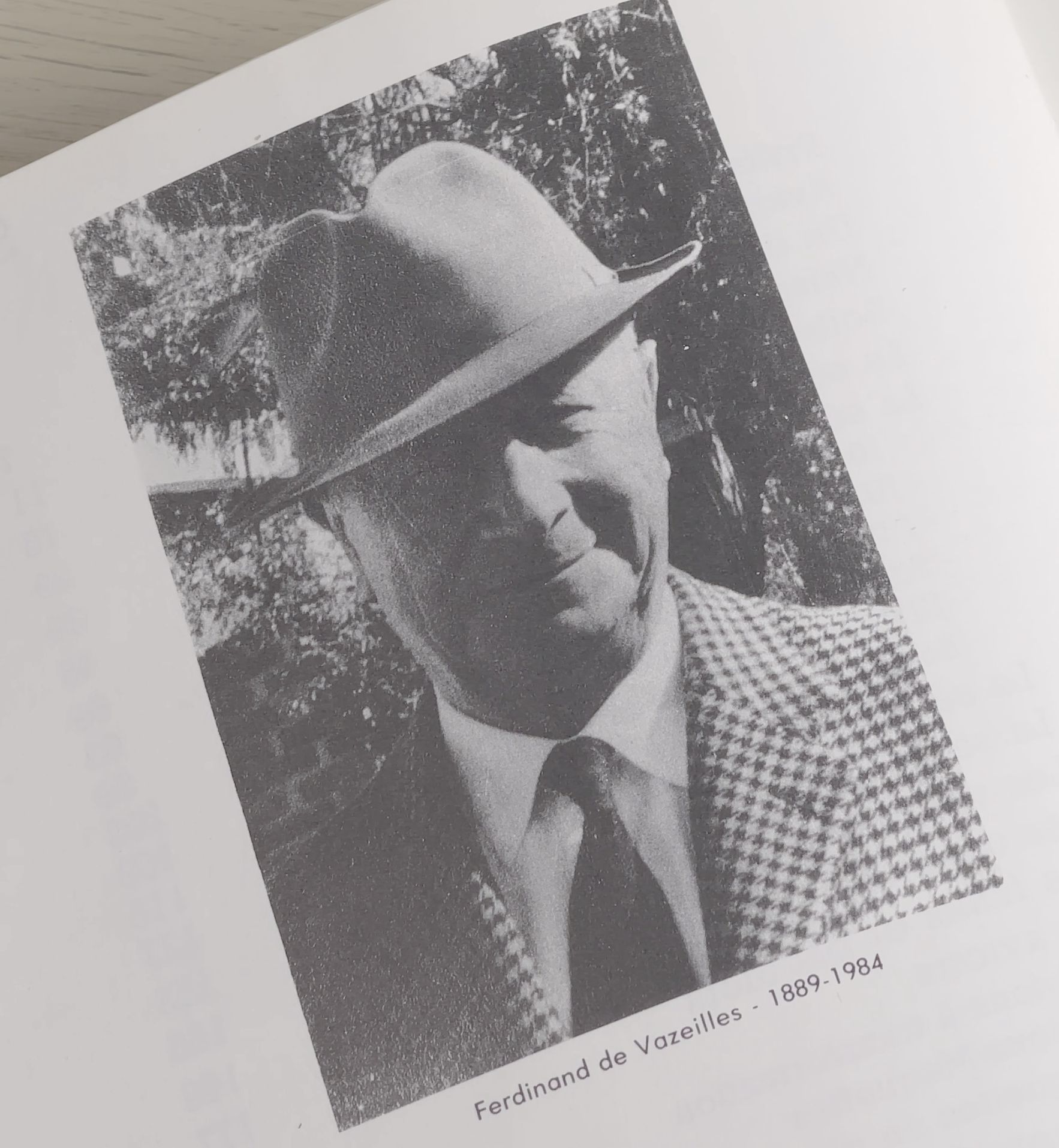
Portrait de Ferdinand de Vazeilles.

Ferdinand de Vazeilles crée la Fonderie de précision de Nanterre en 1919, spécialisée dans le moulage sous pression de matériaux spéciaux appliqué à l'automobile et à l'aviation. Dans les années 1930, il cherche à se diversifier. Il est contacté pour mouler un objet publicitaire pour l’entreprise Gergovia, un fabricant français de pièces automobiles réputé pour ses bougies. Le succès de cette bougie publicitaire est immédiat et en voyant son fils jouer avec une petite voiture offerte par l'entreprise, il a un déclic et décide alors de se lancer dans la production de jouets en zamak, un alliage fréquemment utilisé par la Fonderie. Il dépose un brevet pour cette nouvelle activité en 1932. Deux ans plus tard, la marque Solido est déposée par de Vazeilles. Son nom fait référence à la solidité des jouets proposés.
Malgré la seconde guerre mondiale, l’entreprise poursuit ses activités. La production est ralentie, les matériaux utilisés sont de moins bonne qualité, mais l’usine reste ouverte malgré le conflit. La marque s’adapte à la situation et propose des jouets « camouflages ». Elle développe aussi de nouveaux jouets en adéquation avec l’ère du temps comme par exemple un jeu de société sur le blocus du Royaume-Uni avec des navires à détruire à l’aide de petites mines explosives. Des pistolets sont également développés pour les enfants[réf. nécessaire].

### L’après-guerre

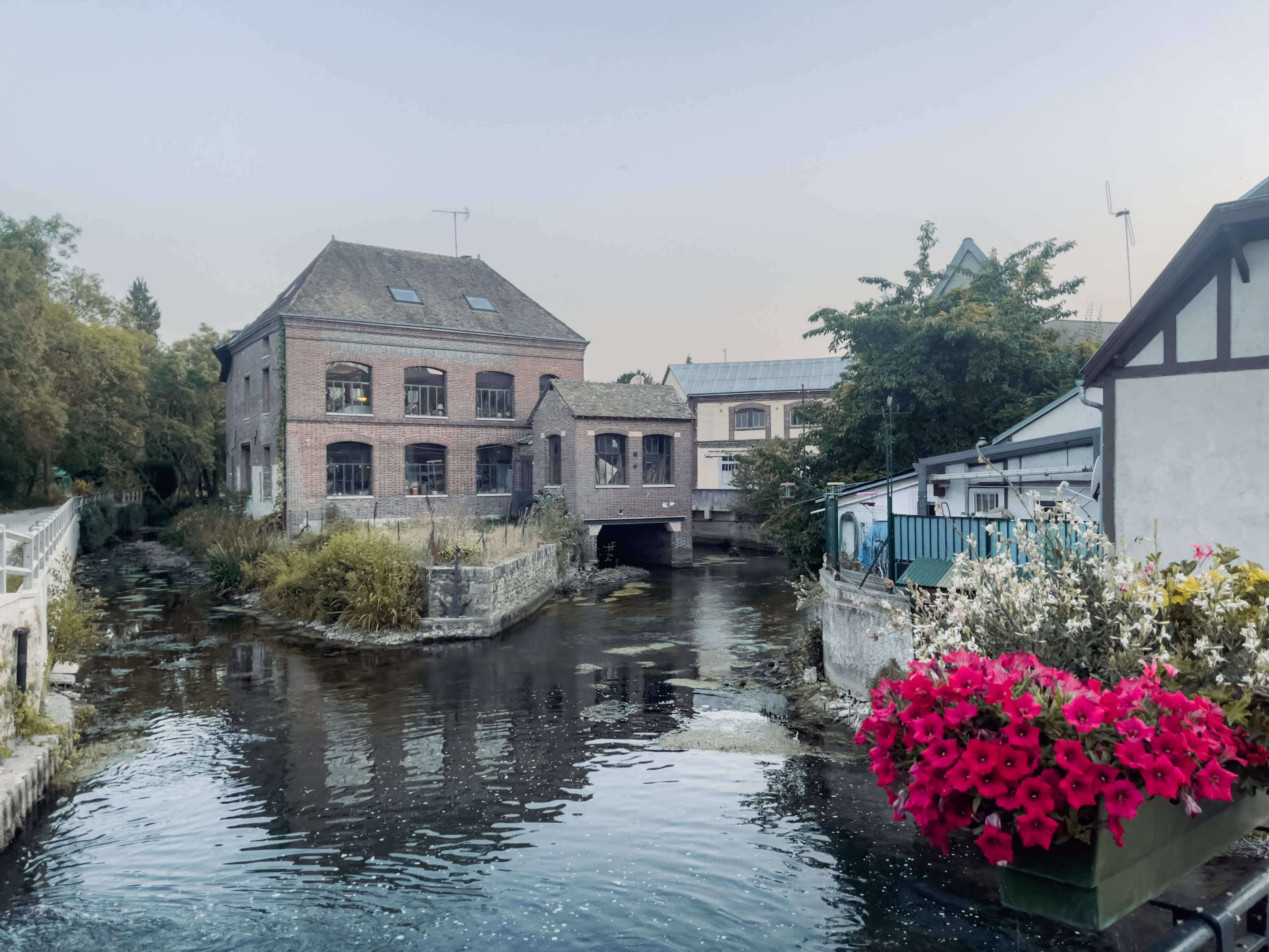
Première usine à Ivry-la-Bataille.

La marque se développe en France et dans les pays limitrophes, en URSS et au Japon. Jean de Vazeilles a une idée : proposer de vraies voitures mais en échelle réduite. C’est ainsi que la Série 100 arrive à la fin des années 50. L’échelle 1/43 est choisie dans le but de concurrencer le numéro un du secteur à cette époque, Dinky Toys,,.

Dans les années 60 l'entreprise propose pour ses véhicules des éléments ouvrants (portières, capot ou coffre). Ainsi en 1961 elle dépose un brevet pour des chenilles en métal sur les chars.

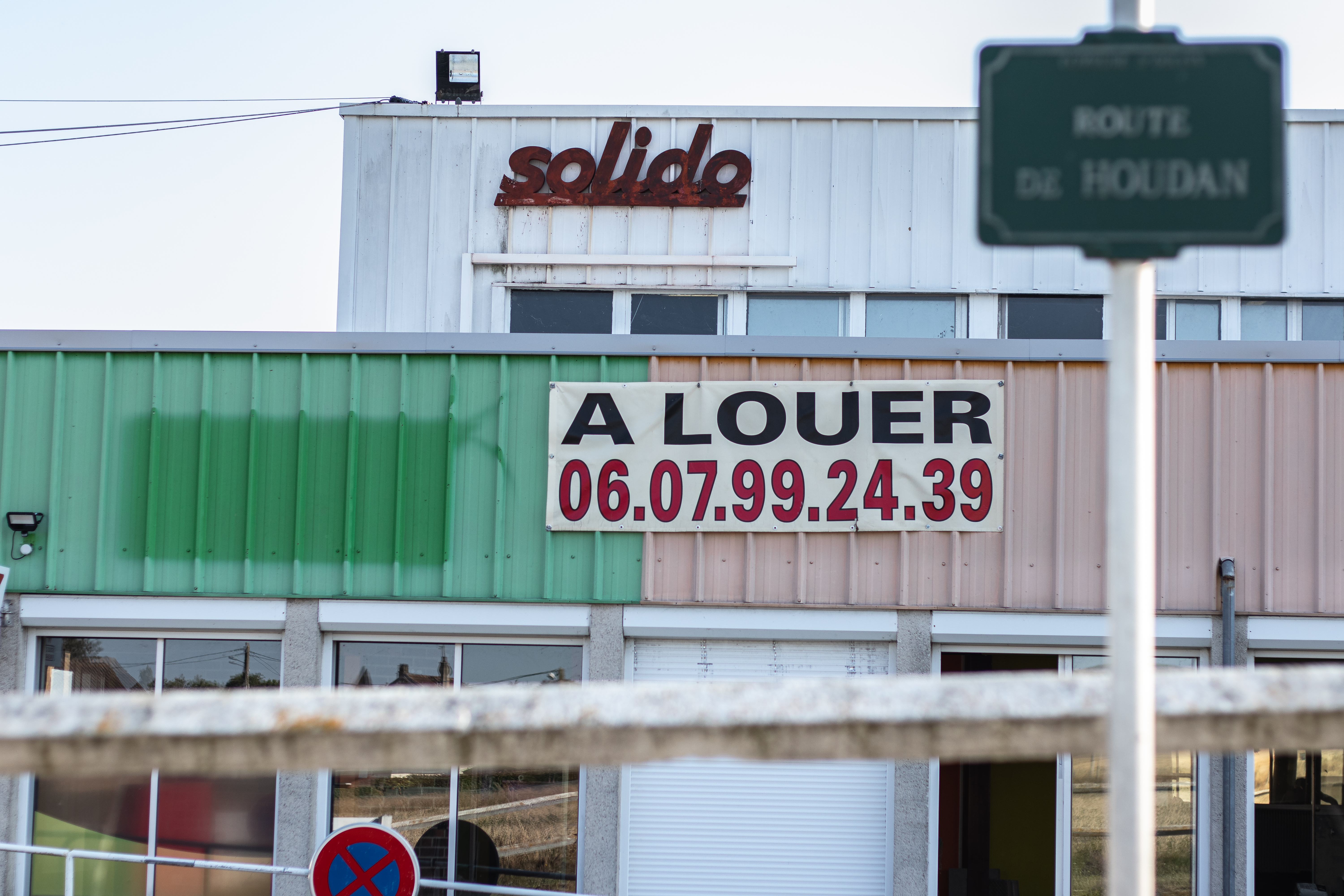
Ancienne usine d'Oulins en 2022.

En 1981 Heller et Solido fusionnent,,,. C’est à cette époque qu’Émile Véron arrive à la direction. Le cofondateur de Norev et créateur de Majorette est donc nommé à la tête de l’un de ses concurrents directs. Antimilitariste, il met immédiatement de côté la gamme de véhicules militaires.
Liée à Majorette, Solido connaît plusieurs rachats dans les années 1990 et 2000. Majorette est placée en redressement judiciaire en 1992, et est reprise par Idéal Loisirs en 1993, qui sera elle-même rachetée par Triumph-Adler en 1996,, puis par Smoby en 2003, avant d'être attribuée au fonds d'investissements MI29, en 2008 à la suite de la mise en redressement judiciaire de Smoby. Majorette est placée une nouvelle fois en redressement judiciaire en 2009 avant d'être reprise par Smoby Toys,, alors propriété de Simba Dickie depuis 2008. En 2006, l’usine historique d’Oulins ferme,.
En 2015, Simba Dickie souhaite relancer la marque et confie alors sa gestion à une autre entreprise, Mini Express, basée à Josselin, mais qui produit ses modèles à l'étranger. L’accent est principalement mis sur le 1/18e.

## Identité visuelle

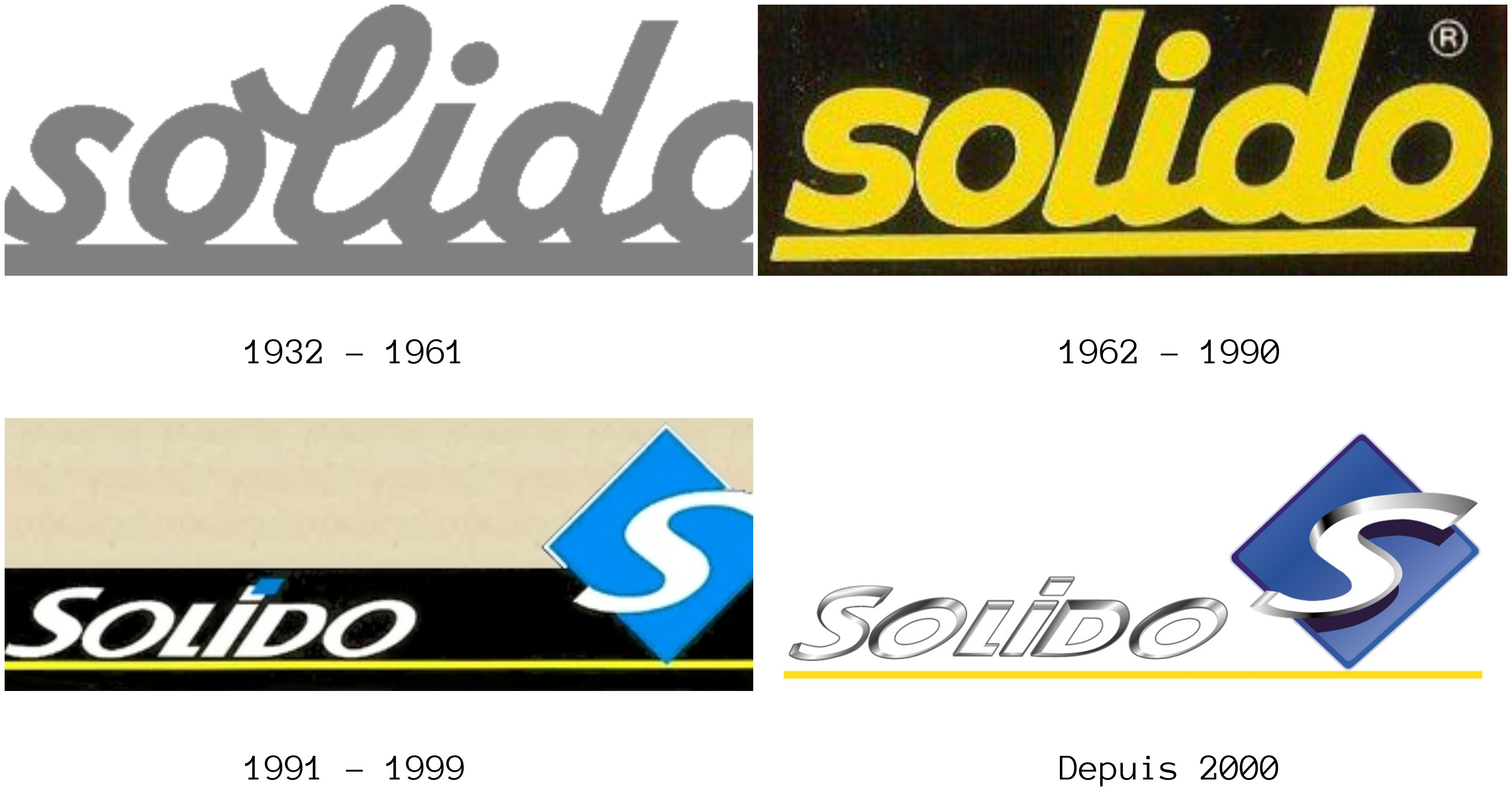
Les différents logos utilisés par Solido depuis 1932.